# Hausen (powiat Forchheim)
Hausen – miejscowość i gmina w Niemczech, w kraju związkowym Bawaria, w rejencji Górna Frankonia, w regionie Oberfranken-West, w powiecie Forchheim. Leży nad rzeką Regnitz i Kanałem Ren-Men-Dunaj, przy autostradzie A73, drodze B470 i linii kolejowej Norymberga – Lipsk oraz Höchstadt an der Aisch – Forchheim.
Gmina znajduje się 3 km na południowy zachód od Forchheimu, 12 km na północ od Erlangen i 26 km na północ od Norymbergi.

## Dzielnice
W skład gminy wchodzą dwie dzielnice:
- Hausen
- Wimmelbach

## Polityka
Wójtem jest Edmund Mauser z CSU. Rada gminy składa się z 17 członków:
|      | CSU | SPD | Niezrzeszona Grupa Wyborcza | Forum Obywateli Wimmelbach | Razem     |
| 2002 | 8   | 4   | 3                           | 2                          | 17 miejsc |

## Zabytki i atrakcje
- późnobarokowy kościół rodziny patrycjuszy Haller von Hallerstein wybudowany w 1468
- koło wodne na Regnitz